# ییفنگ، فوجیان
ییفنگ (به لاتین: Jinfeng) یک منطقهٔ مسکونی در چین است که در چانگل واقع شده‌است.